# Tour de Romandie 2025
Tour de Romandie 2025 – 78. edycja wyścigu kolarskiego Tour de Romandie, która odbyła się w dniach od 29 kwietnia do 4 maja 2025 na liczącej ponad 682 kilometrów trasie składającej się z prologu i 5 etapów, biegnącej z Saint-Imier do Genewy. Impreza kategorii 2.UWT była częścią UCI World Tour 2025.

## Etapy
| Etap   | Data   | Start – Meta                          | type                       | Dystans (km) | Suma wzniesień (m) | Zwycięzca etapu   | Lider           |
| ------ | ------ | ------------------------------------- | -------------------------- | ------------ | ------------------ | ----------------- | --------------- |
| Prolog | 29 kwi | Saint-Imier – Saint-Imier             | prolog                     | 3,4          | 42 m               | Samuel Watson     | Samuel Watson   |
| 1      | 30 kwi | Münchenstein – Fryburg                | pagórkowaty                | 194,3        | 3224 m             | Matthew Brennan   | Matthew Brennan |
| 2      | 1 maj  | La Grande Béroche – La Grande Béroche | pagórkowaty                | 157          | 2753 m             | Lorenzo Fortunato | Alex Baudin     |
| 3      | 2 maj  | Cossonay – Cossonay                   | pagórkowaty                | 183,1        | 2457 m             | Jay Vine          | Alex Baudin     |
| 4      | 3 maj  | Sion – Thyon                          | górski                     | 128          | 4183 m             | Lenny Martinez    | Lenny Martinez  |
| 5      | 4 maj  | Genewa – Genewa                       | jazda indywidualna na czas | 17,1         | 228 m              | Remco Evenepoel   | João Almeida    |

## Uczestnicy

### Drużyny
| WorldTeams (18)- Alpecin-Deceuninck - Arkéa-B&B Hotels - Bahrain-Victorious - Cofidis - Decathlon AG2R La Mondiale Team - EF Education-EasyPost - Groupama-FDJ - Ineos Grenadiers - Intermarché-Wanty - Lidl-Trek - Movistar Team - Red Bull-BORA-hansgrohe - Soudal Quick-Step - Team Jayco AlUla - Team Picnic-PostNL - Team Visma \| Lease a Bike - UAE Team Emirates XRG - XDS Astana Team ProTeams (2)- Lotto - Tudor Pro Cycling Team |
| |

### Lista startowa
| Ineos Grenadiers IGD | Ineos Grenadiers IGD     | Ineos Grenadiers IGD |
| -------------------- | ------------------------ | -------------------- |
| Nr                   | Kolarz                   | Miejsce              |
| 1                    | Carlos Rodríguez (ESP)   |                      |
| 2                    | Victor Langellotti (MON) |                      |
| 3                    | Michael Leonard (CAN)    |                      |
| 4                    | Artem Shmidt (USA)       | DNF-2                |
| 5                    | Ben Swift (GBR)          |                      |
| 6                    | Geraint Thomas (GBR)     |                      |
| 7                    | Samuel Watson (GBR)      | DNF-4                |

| UAE Team Emirates XRG UAD | UAE Team Emirates XRG UAD       | UAE Team Emirates XRG UAD |
| ------------------------- | ------------------------------- | ------------------------- |
| Nr                        | Kolarz                          | Miejsce                   |
| 11                        | João Almeida (POR)              |                           |
| 12                        | Ivo Oliveira (POR)              |                           |
| 13                        | Jan Christen (SUI)              | DNF-2                     |
| 14                        | Felix Großschartner (AUT) (ITT) |                           |
| 15                        | Rune Herregodts (BEL)           | DNF-4                     |
| 16                        | Pablo Torres (ESP)              |                           |
| 17                        | Jay Vine (AUS)                  |                           |

| Soudal Quick-Step SOQ | Soudal Quick-Step SOQ       | Soudal Quick-Step SOQ |
| --------------------- | --------------------------- | --------------------- |
| Nr                    | Kolarz                      | Miejsce               |
| 21                    | Remco Evenepoel (BEL) (ITT) |                       |
| 22                    | Josef Černý (CZE)           |                       |
| 23                    | Pascal Eenkhoorn (NED)      |                       |
| 24                    | William Junior Lecerf (BEL) |                       |
| 25                    | Casper Pedersen (DEN)       |                       |
| 26                    | Pieter Serry (BEL)          |                       |
| 27                    | Mauri Vansevenant (BEL)     |                       |

| Alpecin-Deceuninck ADC | Alpecin-Deceuninck ADC      | Alpecin-Deceuninck ADC |
| ---------------------- | --------------------------- | ---------------------- |
| Nr                     | Kolarz                      | Miejsce                |
| 31                     | Silvan Dillier (SUI)        |                        |
| 32                     | Tobias Bayer (AUT)          |                        |
| 33                     | Ramses Debruyne (BEL)       |                        |
| 34                     | Johan Price-Pejtersen (DEN) |                        |
| 35                     | Oscar Riesebeek (NED)       | DNF-4                  |
| 36                     | Henri Uhlig (GER)           | DNF-2                  |
| 37                     | Stan Van Tricht (BEL)       | DNF-2                  |

| Red Bull-Bora-Hansgrohe RBH | Red Bull-Bora-Hansgrohe RBH   | Red Bull-Bora-Hansgrohe RBH |
| --------------------------- | ----------------------------- | --------------------------- |
| Nr                          | Kolarz                        | Miejsce                     |
| 41                          | Aleksandr Własow (RUS)        |                             |
| 42                          | Alexander Hajek (AUT) (szosa) |                             |
| 43                          | Jonas Koch (GER)              | DNF-2                       |
| 44                          | Filip Maciejuk (POL) (ITT)    |                             |
| 45                          | Anton Palzer (GER)            |                             |
| 46                          | Matteo Sobrero (ITA)          | DNF-3                       |
| 47                          | Ben Zwiehoff (GER)            |                             |

| Team Visma \| Lease a Bike TVL | Team Visma \| Lease a Bike TVL | Team Visma \| Lease a Bike TVL |
| ------------------------------ | ------------------------------ | ------------------------------ |
| Nr                             | Kolarz                         | Miejsce                        |
| 51                             | Matthew Brennan (GBR)          |                                |
| 52                             | Thomas Gloag (GBR)             |                                |
| 53                             | Menno Huising (NED)            |                                |
| 54                             | Daniel McLay (GBR)             | DNF-2                          |
| 55                             | Jørgen Nordhagen (NOR)         |                                |
| 56                             | Loe van Belle (NED)            | DNF-4                          |
| 57                             | Julien Vermote (BEL)           |                                |

| Team Jayco AlUla JAY | Team Jayco AlUla JAY          | Team Jayco AlUla JAY |
| -------------------- | ----------------------------- | -------------------- |
| Nr                   | Kolarz                        | Miejsce              |
| 61                   | Lucas Plapp (AUS) (ITT)       |                      |
| 62                   | Welay Berehe (ETH)            |                      |
| 63                   | Edward Dunbar (IRL) (ITT)     |                      |
| 64                   | Anders Foldager (DEN)         | DNS-2                |
| 65                   | Asbjørn Hellemose (DEN)       |                      |
| 66                   | Christopher Juul-Jensen (DEN) |                      |
| 67                   | Campbell Stewart (NZL)        |                      |

| Intermarché-Wanty IWA | Intermarché-Wanty IWA | Intermarché-Wanty IWA |
| --------------------- | --------------------- | --------------------- |
| Nr                    | Kolarz                | Miejsce               |
| 71                    | Huub Artz (NED)       |                       |
| 72                    | Louis Barré (FRA)     |                       |
| 73                    | Kamiel Bonneu (BEL)   |                       |
| 74                    | Dries De Pooter (BEL) |                       |
| 75                    | Gerben Kuypers (BEL)  |                       |
| 76                    | Tom Paquot (BEL)      | DNF-4                 |
| 77                    | Luca Van Boven (BEL)  | DNS-0                 |

| Lidl-Trek LTK | Lidl-Trek LTK                       | Lidl-Trek LTK |
| ------------- | ----------------------------------- | ------------- |
| Nr            | Kolarz                              | Miejsce       |
| 81            | Juan Pedro López (ESP)              |               |
| 82            | Julien Bernard (FRA)                |               |
| 83            | Amanuel Ghebreigzabhier (ERI) (ITT) |               |
| 84            | Lennard Kämna (GER)                 |               |
| 85            | Bauke Mollema (NED)                 |               |
| 86            | Jacopo Mosca (ITA)                  |               |
| 87            | Sam Oomen (NED)                     |               |

| Movistar Team MOV | Movistar Team MOV       | Movistar Team MOV |
| ----------------- | ----------------------- | ----------------- |
| Nr                | Kolarz                  | Miejsce           |
| 91                | Javier Romo (ESP)       |                   |
| 92                | Jorge Arcas (ESP)       |                   |
| 93                | Pablo Castrillo (ESP)   |                   |
| 94                | Davide Cimolai (ITA)    |                   |
| 95                | Nelson Oliveira (POR)   |                   |
| 96                | Mathias Norsgaard (DEN) |                   |
| 97                | Iván Romeo (ESP)        |                   |

| EF Education-EasyPost EFE | EF Education-EasyPost EFE     | EF Education-EasyPost EFE |
| ------------------------- | ----------------------------- | ------------------------- |
| Nr                        | Kolarz                        | Miejsce                   |
| 101                       | Kasper Asgreen (DEN)          |                           |
| 102                       | Alex Baudin (FRA)             |                           |
| 103                       | Hugh Carthy (GBR)             |                           |
| 104                       | Lukas Nerurkar (GBR)          | DNF-2                     |
| 105                       | Darren Rafferty (IRL) (szosa) |                           |
| 106                       | Archie Ryan (IRL)             |                           |
| 107                       | James Shaw (GBR)              |                           |

| Bahrain Victorious TBV | Bahrain Victorious TBV   | Bahrain Victorious TBV |
| ---------------------- | ------------------------ | ---------------------- |
| Nr                     | Kolarz                   | Miejsce                |
| 111                    | Lenny Martinez (FRA)     |                        |
| 112                    | Nicolo Buratti (ITA)     |                        |
| 113                    | Kamil Gradek (POL)       |                        |
| 114                    | Jack Haig (AUS)          |                        |
| 115                    | Mathijs Paasschens (NED) |                        |
| 116                    | Finlay Pickering (GBR)   |                        |
| 117                    | Max van der Meulen (NED) |                        |

| Cofidis COF | Cofidis COF                 | Cofidis COF |
| ----------- | --------------------------- | ----------- |
| Nr          | Kolarz                      | Miejsce     |
| 121         | Emanuel Buchmann (GER)      |             |
| 122         | Stanisław Aniołkowski (POL) | DNF-2       |
| 123         | Nicolas Debeaumarché (FRA)  | DNF-4       |
| 124         | Jesús Herrada (ESP)         |             |
| 125         | Ion Izagirre (ESP)          |             |
| 126         | Oliver Knight (GBR)         |             |
| 127         | Hugo Toumire (FRA)          | DNF-3       |

| Team Picnic-PostNL TPP | Team Picnic-PostNL TPP | Team Picnic-PostNL TPP |
| ---------------------- | ---------------------- | ---------------------- |
| Nr                     | Kolarz                 | Miejsce                |
| 131                    | Oscar Onley (GBR)      |                        |
| 132                    | Pavel Bittner (CZE)    |                        |
| 133                    | Romain Combaud (FRA)   |                        |
| 134                    | Patrick Eddy (AUS)     |                        |
| 135                    | Bjoern Koerdt (GBR)    |                        |
| 136                    | Gijs Leemreize (NED)   |                        |
| 137                    | Timo Roosen (NED)      |                        |

| Groupama-FDJ GFC | Groupama-FDJ GFC        | Groupama-FDJ GFC |
| ---------------- | ----------------------- | ---------------- |
| Nr               | Kolarz                  | Miejsce          |
| 141              | Clément Davy (FRA)      |                  |
| 142              | Rémi Cavagna (FRA)      |                  |
| 143              | David Gaudu (FRA)       |                  |
| 144              | Lorenzo Germani (ITA)   |                  |
| 145              | Stefan Küng (SUI) (ITT) |                  |
| 146              | Enzo Paleni (FRA)       |                  |
| 147              | Rémy Rochas (FRA)       |                  |

| XDS Astana Team XAT | XDS Astana Team XAT           | XDS Astana Team XAT |
| ------------------- | ----------------------------- | ------------------- |
| Nr                  | Kolarz                        | Miejsce             |
| 151                 | Harold Tejada (COL)           |                     |
| 152                 | Alberto Bettiol (ITA) (szosa) |                     |
| 153                 | Clément Champoussin (FRA)     | DNF-3               |
| 154                 | Lorenzo Fortunato (ITA)       |                     |
| 155                 | Michele Gazzoli (ITA)         |                     |
| 156                 | Sergio Higuita (COL)          |                     |
| 157                 | Anton Kuzmin (KAZ)            | DNF                 |

| Arkéa-B&B Hotels ARK | Arkéa-B&B Hotels ARK     | Arkéa-B&B Hotels ARK |
| -------------------- | ------------------------ | -------------------- |
| Nr                   | Kolarz                   | Miejsce              |
| 161                  | Cristián Rodríguez (ESP) |                      |
| 162                  | Amaury Capiot (BEL)      | OTL-2                |
| 163                  | Raúl García Pierna (ESP) |                      |
| 164                  | Thibault Guernalec (FRA) |                      |
| 165                  | Victor Guernalec (FRA)   |                      |
| 166                  | Léandre Lozouet (FRA)    |                      |
| 167                  | Clément Venturini (FRA)  |                      |

| Decathlon-AG2R La Mondiale DAT | Decathlon-AG2R La Mondiale DAT | Decathlon-AG2R La Mondiale DAT |
| ------------------------------ | ------------------------------ | ------------------------------ |
| Nr                             | Kolarz                         | Miejsce                        |
| 171                            | Aurélien Paret-Peintre (FRA)   |                                |
| 172                            | Léo Bisiaux (FRA)              | DNS-1                          |
| 173                            | Stefan Bissegger (SUI)         |                                |
| 174                            | Benoît Cosnefroy (FRA)         |                                |
| 175                            | Callum Scotson (AUS)           |                                |
| 176                            | Johannes Staune-Mittet (NOR)   |                                |
| 177                            | Andrea Vendrame (ITA)          | DNS-0                          |

| Tudor Pro Cycling Team TUD | Tudor Pro Cycling Team TUD     | Tudor Pro Cycling Team TUD |
| -------------------------- | ------------------------------ | -------------------------- |
| Nr                         | Kolarz                         | Miejsce                    |
| 181                        | Mathys Rondel (FRA)            |                            |
| 182                        | Jacob Eriksson (SWE) (szosa)   | DNF-1                      |
| 183                        | Arthur Kluckers (LUX) (ITT)    | DNF-2                      |
| 184                        | Sebastian Kolze Changizi (DEN) |                            |
| 185                        | Joël Suter (SUI)               | DNS-1                      |
| 186                        | Roland Thalmann (SUI)          |                            |
| 187                        | Maikel Zijlaard (NED)          | DNF-3                      |

| Lotto LOT | Lotto LOT                 | Lotto LOT |
| --------- | ------------------------- | --------- |
| Nr        | Kolarz                    | Miejsce   |
| 191       | Lennert Van Eetvelt (BEL) |           |
| 192       | Logan Currie (NZL)        |           |
| 193       | Jarrad Drizners (AUS)     |           |
| 194       | Milan Menten (BEL)        | DNF-3     |
| 195       | Eduardo Sepúlveda (ARG)   |           |
| 196       | Reuben Thompson (NZL)     |           |
| 197       | Jonas Gregaard (DEN)      |           |

| Ineos Grenadiers IGD | Ineos Grenadiers IGD     | Ineos Grenadiers IGD |
| -------------------- | ------------------------ | -------------------- |
| Nr                   | Kolarz                   | Miejsce              |
| 1                    | Carlos Rodríguez (ESP)   |                      |
| 2                    | Victor Langellotti (MON) |                      |
| 3                    | Michael Leonard (CAN)    |                      |
| 4                    | Artem Shmidt (USA)       | DNF-2                |
| 5                    | Ben Swift (GBR)          |                      |
| 6                    | Geraint Thomas (GBR)     |                      |
| 7                    | Samuel Watson (GBR)      | DNF-4                |

| UAE Team Emirates XRG UAD | UAE Team Emirates XRG UAD       | UAE Team Emirates XRG UAD |
| ------------------------- | ------------------------------- | ------------------------- |
| Nr                        | Kolarz                          | Miejsce                   |
| 11                        | João Almeida (POR)              |                           |
| 12                        | Ivo Oliveira (POR)              |                           |
| 13                        | Jan Christen (SUI)              | DNF-2                     |
| 14                        | Felix Großschartner (AUT) (ITT) |                           |
| 15                        | Rune Herregodts (BEL)           | DNF-4                     |
| 16                        | Pablo Torres (ESP)              |                           |
| 17                        | Jay Vine (AUS)                  |                           |

| Soudal Quick-Step SOQ | Soudal Quick-Step SOQ       | Soudal Quick-Step SOQ |
| --------------------- | --------------------------- | --------------------- |
| Nr                    | Kolarz                      | Miejsce               |
| 21                    | Remco Evenepoel (BEL) (ITT) |                       |
| 22                    | Josef Černý (CZE)           |                       |
| 23                    | Pascal Eenkhoorn (NED)      |                       |
| 24                    | William Junior Lecerf (BEL) |                       |
| 25                    | Casper Pedersen (DEN)       |                       |
| 26                    | Pieter Serry (BEL)          |                       |
| 27                    | Mauri Vansevenant (BEL)     |                       |

| Alpecin-Deceuninck ADC | Alpecin-Deceuninck ADC      | Alpecin-Deceuninck ADC |
| ---------------------- | --------------------------- | ---------------------- |
| Nr                     | Kolarz                      | Miejsce                |
| 31                     | Silvan Dillier (SUI)        |                        |
| 32                     | Tobias Bayer (AUT)          |                        |
| 33                     | Ramses Debruyne (BEL)       |                        |
| 34                     | Johan Price-Pejtersen (DEN) |                        |
| 35                     | Oscar Riesebeek (NED)       | DNF-4                  |
| 36                     | Henri Uhlig (GER)           | DNF-2                  |
| 37                     | Stan Van Tricht (BEL)       | DNF-2                  |

| Red Bull-Bora-Hansgrohe RBH | Red Bull-Bora-Hansgrohe RBH   | Red Bull-Bora-Hansgrohe RBH |
| --------------------------- | ----------------------------- | --------------------------- |
| Nr                          | Kolarz                        | Miejsce                     |
| 41                          | Aleksandr Własow (RUS)        |                             |
| 42                          | Alexander Hajek (AUT) (szosa) |                             |
| 43                          | Jonas Koch (GER)              | DNF-2                       |
| 44                          | Filip Maciejuk (POL) (ITT)    |                             |
| 45                          | Anton Palzer (GER)            |                             |
| 46                          | Matteo Sobrero (ITA)          | DNF-3                       |
| 47                          | Ben Zwiehoff (GER)            |                             |

| Team Visma \| Lease a Bike TVL | Team Visma \| Lease a Bike TVL | Team Visma \| Lease a Bike TVL |
| ------------------------------ | ------------------------------ | ------------------------------ |
| Nr                             | Kolarz                         | Miejsce                        |
| 51                             | Matthew Brennan (GBR)          |                                |
| 52                             | Thomas Gloag (GBR)             |                                |
| 53                             | Menno Huising (NED)            |                                |
| 54                             | Daniel McLay (GBR)             | DNF-2                          |
| 55                             | Jørgen Nordhagen (NOR)         |                                |
| 56                             | Loe van Belle (NED)            | DNF-4                          |
| 57                             | Julien Vermote (BEL)           |                                |

| Team Jayco AlUla JAY | Team Jayco AlUla JAY          | Team Jayco AlUla JAY |
| -------------------- | ----------------------------- | -------------------- |
| Nr                   | Kolarz                        | Miejsce              |
| 61                   | Lucas Plapp (AUS) (ITT)       |                      |
| 62                   | Welay Berehe (ETH)            |                      |
| 63                   | Edward Dunbar (IRL) (ITT)     |                      |
| 64                   | Anders Foldager (DEN)         | DNS-2                |
| 65                   | Asbjørn Hellemose (DEN)       |                      |
| 66                   | Christopher Juul-Jensen (DEN) |                      |
| 67                   | Campbell Stewart (NZL)        |                      |

| Intermarché-Wanty IWA | Intermarché-Wanty IWA | Intermarché-Wanty IWA |
| --------------------- | --------------------- | --------------------- |
| Nr                    | Kolarz                | Miejsce               |
| 71                    | Huub Artz (NED)       |                       |
| 72                    | Louis Barré (FRA)     |                       |
| 73                    | Kamiel Bonneu (BEL)   |                       |
| 74                    | Dries De Pooter (BEL) |                       |
| 75                    | Gerben Kuypers (BEL)  |                       |
| 76                    | Tom Paquot (BEL)      | DNF-4                 |
| 77                    | Luca Van Boven (BEL)  | DNS-0                 |

| Lidl-Trek LTK | Lidl-Trek LTK                       | Lidl-Trek LTK |
| ------------- | ----------------------------------- | ------------- |
| Nr            | Kolarz                              | Miejsce       |
| 81            | Juan Pedro López (ESP)              |               |
| 82            | Julien Bernard (FRA)                |               |
| 83            | Amanuel Ghebreigzabhier (ERI) (ITT) |               |
| 84            | Lennard Kämna (GER)                 |               |
| 85            | Bauke Mollema (NED)                 |               |
| 86            | Jacopo Mosca (ITA)                  |               |
| 87            | Sam Oomen (NED)                     |               |

| Movistar Team MOV | Movistar Team MOV       | Movistar Team MOV |
| ----------------- | ----------------------- | ----------------- |
| Nr                | Kolarz                  | Miejsce           |
| 91                | Javier Romo (ESP)       |                   |
| 92                | Jorge Arcas (ESP)       |                   |
| 93                | Pablo Castrillo (ESP)   |                   |
| 94                | Davide Cimolai (ITA)    |                   |
| 95                | Nelson Oliveira (POR)   |                   |
| 96                | Mathias Norsgaard (DEN) |                   |
| 97                | Iván Romeo (ESP)        |                   |

| EF Education-EasyPost EFE | EF Education-EasyPost EFE     | EF Education-EasyPost EFE |
| ------------------------- | ----------------------------- | ------------------------- |
| Nr                        | Kolarz                        | Miejsce                   |
| 101                       | Kasper Asgreen (DEN)          |                           |
| 102                       | Alex Baudin (FRA)             |                           |
| 103                       | Hugh Carthy (GBR)             |                           |
| 104                       | Lukas Nerurkar (GBR)          | DNF-2                     |
| 105                       | Darren Rafferty (IRL) (szosa) |                           |
| 106                       | Archie Ryan (IRL)             |                           |
| 107                       | James Shaw (GBR)              |                           |

| Bahrain Victorious TBV | Bahrain Victorious TBV   | Bahrain Victorious TBV |
| ---------------------- | ------------------------ | ---------------------- |
| Nr                     | Kolarz                   | Miejsce                |
| 111                    | Lenny Martinez (FRA)     |                        |
| 112                    | Nicolo Buratti (ITA)     |                        |
| 113                    | Kamil Gradek (POL)       |                        |
| 114                    | Jack Haig (AUS)          |                        |
| 115                    | Mathijs Paasschens (NED) |                        |
| 116                    | Finlay Pickering (GBR)   |                        |
| 117                    | Max van der Meulen (NED) |                        |

| Cofidis COF | Cofidis COF                 | Cofidis COF |
| ----------- | --------------------------- | ----------- |
| Nr          | Kolarz                      | Miejsce     |
| 121         | Emanuel Buchmann (GER)      |             |
| 122         | Stanisław Aniołkowski (POL) | DNF-2       |
| 123         | Nicolas Debeaumarché (FRA)  | DNF-4       |
| 124         | Jesús Herrada (ESP)         |             |
| 125         | Ion Izagirre (ESP)          |             |
| 126         | Oliver Knight (GBR)         |             |
| 127         | Hugo Toumire (FRA)          | DNF-3       |

| Team Picnic-PostNL TPP | Team Picnic-PostNL TPP | Team Picnic-PostNL TPP |
| ---------------------- | ---------------------- | ---------------------- |
| Nr                     | Kolarz                 | Miejsce                |
| 131                    | Oscar Onley (GBR)      |                        |
| 132                    | Pavel Bittner (CZE)    |                        |
| 133                    | Romain Combaud (FRA)   |                        |
| 134                    | Patrick Eddy (AUS)     |                        |
| 135                    | Bjoern Koerdt (GBR)    |                        |
| 136                    | Gijs Leemreize (NED)   |                        |
| 137                    | Timo Roosen (NED)      |                        |

| Groupama-FDJ GFC | Groupama-FDJ GFC        | Groupama-FDJ GFC |
| ---------------- | ----------------------- | ---------------- |
| Nr               | Kolarz                  | Miejsce          |
| 141              | Clément Davy (FRA)      |                  |
| 142              | Rémi Cavagna (FRA)      |                  |
| 143              | David Gaudu (FRA)       |                  |
| 144              | Lorenzo Germani (ITA)   |                  |
| 145              | Stefan Küng (SUI) (ITT) |                  |
| 146              | Enzo Paleni (FRA)       |                  |
| 147              | Rémy Rochas (FRA)       |                  |

| XDS Astana Team XAT | XDS Astana Team XAT           | XDS Astana Team XAT |
| ------------------- | ----------------------------- | ------------------- |
| Nr                  | Kolarz                        | Miejsce             |
| 151                 | Harold Tejada (COL)           |                     |
| 152                 | Alberto Bettiol (ITA) (szosa) |                     |
| 153                 | Clément Champoussin (FRA)     | DNF-3               |
| 154                 | Lorenzo Fortunato (ITA)       |                     |
| 155                 | Michele Gazzoli (ITA)         |                     |
| 156                 | Sergio Higuita (COL)          |                     |
| 157                 | Anton Kuzmin (KAZ)            | DNF                 |

| Arkéa-B&B Hotels ARK | Arkéa-B&B Hotels ARK     | Arkéa-B&B Hotels ARK |
| -------------------- | ------------------------ | -------------------- |
| Nr                   | Kolarz                   | Miejsce              |
| 161                  | Cristián Rodríguez (ESP) |                      |
| 162                  | Amaury Capiot (BEL)      | OTL-2                |
| 163                  | Raúl García Pierna (ESP) |                      |
| 164                  | Thibault Guernalec (FRA) |                      |
| 165                  | Victor Guernalec (FRA)   |                      |
| 166                  | Léandre Lozouet (FRA)    |                      |
| 167                  | Clément Venturini (FRA)  |                      |

| Decathlon-AG2R La Mondiale DAT | Decathlon-AG2R La Mondiale DAT | Decathlon-AG2R La Mondiale DAT |
| ------------------------------ | ------------------------------ | ------------------------------ |
| Nr                             | Kolarz                         | Miejsce                        |
| 171                            | Aurélien Paret-Peintre (FRA)   |                                |
| 172                            | Léo Bisiaux (FRA)              | DNS-1                          |
| 173                            | Stefan Bissegger (SUI)         |                                |
| 174                            | Benoît Cosnefroy (FRA)         |                                |
| 175                            | Callum Scotson (AUS)           |                                |
| 176                            | Johannes Staune-Mittet (NOR)   |                                |
| 177                            | Andrea Vendrame (ITA)          | DNS-0                          |

| Tudor Pro Cycling Team TUD | Tudor Pro Cycling Team TUD     | Tudor Pro Cycling Team TUD |
| -------------------------- | ------------------------------ | -------------------------- |
| Nr                         | Kolarz                         | Miejsce                    |
| 181                        | Mathys Rondel (FRA)            |                            |
| 182                        | Jacob Eriksson (SWE) (szosa)   | DNF-1                      |
| 183                        | Arthur Kluckers (LUX) (ITT)    | DNF-2                      |
| 184                        | Sebastian Kolze Changizi (DEN) |                            |
| 185                        | Joël Suter (SUI)               | DNS-1                      |
| 186                        | Roland Thalmann (SUI)          |                            |
| 187                        | Maikel Zijlaard (NED)          | DNF-3                      |

| Lotto LOT | Lotto LOT                 | Lotto LOT |
| --------- | ------------------------- | --------- |
| Nr        | Kolarz                    | Miejsce   |
| 191       | Lennert Van Eetvelt (BEL) |           |
| 192       | Logan Currie (NZL)        |           |
| 193       | Jarrad Drizners (AUS)     |           |
| 194       | Milan Menten (BEL)        | DNF-3     |
| 195       | Eduardo Sepúlveda (ARG)   |           |
| 196       | Reuben Thompson (NZL)     |           |
| 197       | Jonas Gregaard (DEN)      |           |

Legenda: DNF – nie ukończył etapu, OTL – przekroczył limit czasu, DNS – nie wystartował do etapu, DSQ – zdyskwalifikowany. Numer przy skrócie oznacza etap, na którym kolarz opuścił wyścig.

## Wyniki etapów

### Prolog
| Saint-Imier - Saint-Imier | prolog | (3,4 km) |

| \| Klasyfikacja etapu \| Klasyfikacja etapu \| Klasyfikacja etapu \| Klasyfikacja etapu \| Klasyfikacja etapu \| \| Kolarz \| Kolarz \| Państwo \| Drużyna \| Czas \| \| ------------------ \| ------------------ \| ------------------ \| -------------------------- \| ------------------ \| \| 1. \| Samuel Watson \| Wielka Brytania \| Ineos Grenadiers \| 4' 33" \| \| 2. \| Ivo Oliveira \| Portugalia \| UAE Team Emirates XRG \| + 0" \| \| 3. \| Iván Romeo \| Hiszpania \| Movistar Team \| + 3" \| \| 4. \| Stefan Bissegger \| Szwajcaria \| Decathlon-AG2R La Mondiale \| + 3" \| \| 5. \| Maikel Zijlaard \| Holandia \| Tudor Pro Cycling Team \| + 3" \| \| 6. \| Stefan Küng \| Szwajcaria \| Groupama-FDJ \| + 4" \| \| 7. \| Thibault Guernalec \| Francja \| Arkéa-B&B Hotels \| + 4" \| \| 8. \| Remco Evenepoel \| Belgia \| Soudal Quick-Step \| + 4" \| \| 9. \| Jay Vine \| Australia \| UAE Team Emirates XRG \| + 5" \| \| 10. \| Jan Christen \| Szwajcaria \| UAE Team Emirates XRG \| + 5" \| |                    |                 |                            |        |
| |                    |                 |                            |        |
| |                    |                 |                            |        |
| Klasyfikacja etapu |                    |                 |                            |        |
| Kolarz | Kolarz             | Państwo         | Drużyna                    | Czas   |
| 1. | Samuel Watson      | Wielka Brytania | Ineos Grenadiers           | 4' 33" |
| 2. | Ivo Oliveira       | Portugalia      | UAE Team Emirates XRG      | + 0"   |
| 3. | Iván Romeo         | Hiszpania       | Movistar Team              | + 3"   |
| 4. | Stefan Bissegger   | Szwajcaria      | Decathlon-AG2R La Mondiale | + 3"   |
| 5. | Maikel Zijlaard    | Holandia        | Tudor Pro Cycling Team     | + 3"   |
| 6. | Stefan Küng        | Szwajcaria      | Groupama-FDJ               | + 4"   |
| 7. | Thibault Guernalec | Francja         | Arkéa-B&B Hotels           | + 4"   |
| 8. | Remco Evenepoel    | Belgia          | Soudal Quick-Step          | + 4"   |
| 9. | Jay Vine           | Australia       | UAE Team Emirates XRG      | + 5"   |
| 10. | Jan Christen       | Szwajcaria      | UAE Team Emirates XRG      | + 5"   |

| \| Klasyfikacja generalna \| Klasyfikacja generalna \| Klasyfikacja generalna \| Klasyfikacja generalna \| Klasyfikacja generalna \| \| Kolarz \| Kolarz \| Państwo \| Drużyna \| Czas \| \| ---------------------- \| ---------------------- \| ---------------------- \| -------------------------- \| ---------------------- \| \| 1. \| Samuel Watson \| Wielka Brytania \| Ineos Grenadiers \| 4' 33" \| \| 2. \| Ivo Oliveira \| Portugalia \| UAE Team Emirates XRG \| + 0" \| \| 3. \| Iván Romeo \| Hiszpania \| Movistar Team \| + 3" \| \| 4. \| Stefan Bissegger \| Szwajcaria \| Decathlon-AG2R La Mondiale \| + 3" \| \| 5. \| Maikel Zijlaard \| Holandia \| Tudor Pro Cycling Team \| + 3" \| \| 6. \| Stefan Küng \| Szwajcaria \| Groupama-FDJ \| + 4" \| \| 7. \| Thibault Guernalec \| Francja \| Arkéa-B&B Hotels \| + 4" \| \| 8. \| Remco Evenepoel \| Belgia \| Soudal Quick-Step \| + 4" \| \| 9. \| Jay Vine \| Australia \| UAE Team Emirates XRG \| + 5" \| \| 10. \| Jan Christen \| Szwajcaria \| UAE Team Emirates XRG \| + 5" \| |                    |                 |                            |        |
| |                    |                 |                            |        |
| |                    |                 |                            |        |
| Klasyfikacja generalna |                    |                 |                            |        |
| Kolarz | Kolarz             | Państwo         | Drużyna                    | Czas   |
| 1. | Samuel Watson      | Wielka Brytania | Ineos Grenadiers           | 4' 33" |
| 2. | Ivo Oliveira       | Portugalia      | UAE Team Emirates XRG      | + 0"   |
| 3. | Iván Romeo         | Hiszpania       | Movistar Team              | + 3"   |
| 4. | Stefan Bissegger   | Szwajcaria      | Decathlon-AG2R La Mondiale | + 3"   |
| 5. | Maikel Zijlaard    | Holandia        | Tudor Pro Cycling Team     | + 3"   |
| 6. | Stefan Küng        | Szwajcaria      | Groupama-FDJ               | + 4"   |
| 7. | Thibault Guernalec | Francja         | Arkéa-B&B Hotels           | + 4"   |
| 8. | Remco Evenepoel    | Belgia          | Soudal Quick-Step          | + 4"   |
| 9. | Jay Vine           | Australia       | UAE Team Emirates XRG      | + 5"   |
| 10. | Jan Christen       | Szwajcaria      | UAE Team Emirates XRG      | + 5"   |

### Etap 1
| Münchenstein - Fryburg | pagórkowaty | (194,3 km) |

| \| Klasyfikacja etapu \| Klasyfikacja etapu \| Klasyfikacja etapu \| Klasyfikacja etapu \| Klasyfikacja etapu \| \| Kolarz \| Kolarz \| Państwo \| Drużyna \| Czas \| \| ------------------ \| ---------------------- \| ------------------ \| -------------------------- \| ------------------ \| \| 1. \| Matthew Brennan \| Wielka Brytania \| Team Visma \\| Lease a Bike \| 4h 42' 32" \| \| 2. \| Aurélien Paret-Peintre \| Francja \| Decathlon-AG2R La Mondiale \| + 0" \| \| 3. \| Artem Shmidt \| Stany Zjednoczone \| Ineos Grenadiers \| + 0" \| \| 4. \| Huub Artz \| Holandia \| Intermarché-Wanty \| + 0" \| \| 5. \| Clément Venturini \| Francja \| Arkéa-B&B Hotels \| + 0" \| \| 6. \| Oscar Onley \| Wielka Brytania \| Team Picnic-PostNL \| + 0" \| \| 7. \| Clément Champoussin \| Francja \| XDS Astana Team \| + 0" \| \| 8. \| Milan Menten \| Belgia \| Lotto \| + 0" \| \| 9. \| Ramses Debruyne \| Belgia \| Alpecin-Deceuninck \| + 0" \| \| 10. \| Ben Swift \| Wielka Brytania \| Ineos Grenadiers \| + 0" \| |                        |                   |                            |            |
| |                        |                   |                            |            |
| |                        |                   |                            |            |
| Klasyfikacja etapu |                        |                   |                            |            |
| Kolarz | Kolarz                 | Państwo           | Drużyna                    | Czas       |
| 1. | Matthew Brennan        | Wielka Brytania   | Team Visma \| Lease a Bike | 4h 42' 32" |
| 2. | Aurélien Paret-Peintre | Francja           | Decathlon-AG2R La Mondiale | + 0"       |
| 3. | Artem Shmidt           | Stany Zjednoczone | Ineos Grenadiers           | + 0"       |
| 4. | Huub Artz              | Holandia          | Intermarché-Wanty          | + 0"       |
| 5. | Clément Venturini      | Francja           | Arkéa-B&B Hotels           | + 0"       |
| 6. | Oscar Onley            | Wielka Brytania   | Team Picnic-PostNL         | + 0"       |
| 7. | Clément Champoussin    | Francja           | XDS Astana Team            | + 0"       |
| 8. | Milan Menten           | Belgia            | Lotto                      | + 0"       |
| 9. | Ramses Debruyne        | Belgia            | Alpecin-Deceuninck         | + 0"       |
| 10. | Ben Swift              | Wielka Brytania   | Ineos Grenadiers           | + 0"       |

| \| Klasyfikacja generalna \| Klasyfikacja generalna \| Klasyfikacja generalna \| Klasyfikacja generalna \| Klasyfikacja generalna \| \| Kolarz \| Kolarz \| Państwo \| Drużyna \| Czas \| \| ---------------------- \| ---------------------- \| ---------------------- \| -------------------------- \| ---------------------- \| \| 1. \| Matthew Brennan \| Wielka Brytania \| Team Visma \\| Lease a Bike \| 4h 47' 02" \| \| 2. \| Samuel Watson \| Wielka Brytania \| Ineos Grenadiers \| + 3" \| \| 3. \| Ivo Oliveira \| Portugalia \| UAE Team Emirates XRG \| + 3" \| \| 4. \| Artem Shmidt \| Stany Zjednoczone \| Ineos Grenadiers \| + 5" \| \| 5. \| Iván Romeo \| Hiszpania \| Movistar Team \| + 6" \| \| 6. \| Stefan Küng \| Szwajcaria \| Groupama-FDJ \| + 7" \| \| 7. \| Thibault Guernalec \| Francja \| Arkéa-B&B Hotels \| + 7" \| \| 8. \| Aurélien Paret-Peintre \| Francja \| Decathlon-AG2R La Mondiale \| + 7" \| \| 9. \| Remco Evenepoel \| Belgia \| Soudal Quick-Step \| + 7" \| \| 10. \| Jay Vine \| Australia \| UAE Team Emirates XRG \| + 8" \| |                        |                   |                            |            |
| |                        |                   |                            |            |
| |                        |                   |                            |            |
| Klasyfikacja generalna |                        |                   |                            |            |
| Kolarz | Kolarz                 | Państwo           | Drużyna                    | Czas       |
| 1. | Matthew Brennan        | Wielka Brytania   | Team Visma \| Lease a Bike | 4h 47' 02" |
| 2. | Samuel Watson          | Wielka Brytania   | Ineos Grenadiers           | + 3"       |
| 3. | Ivo Oliveira           | Portugalia        | UAE Team Emirates XRG      | + 3"       |
| 4. | Artem Shmidt           | Stany Zjednoczone | Ineos Grenadiers           | + 5"       |
| 5. | Iván Romeo             | Hiszpania         | Movistar Team              | + 6"       |
| 6. | Stefan Küng            | Szwajcaria        | Groupama-FDJ               | + 7"       |
| 7. | Thibault Guernalec     | Francja           | Arkéa-B&B Hotels           | + 7"       |
| 8. | Aurélien Paret-Peintre | Francja           | Decathlon-AG2R La Mondiale | + 7"       |
| 9. | Remco Evenepoel        | Belgia            | Soudal Quick-Step          | + 7"       |
| 10. | Jay Vine               | Australia         | UAE Team Emirates XRG      | + 8"       |

### Etap 2
| La Grande Béroche - La Grande Béroche | pagórkowaty | (157 km) |

| \| Klasyfikacja etapu \| Klasyfikacja etapu \| Klasyfikacja etapu \| Klasyfikacja etapu \| Klasyfikacja etapu \| \| Kolarz \| Kolarz \| Państwo \| Drużyna \| Czas \| \| ------------------ \| --------------------- \| ------------------ \| --------------------- \| ------------------ \| \| 1. \| Lorenzo Fortunato \| Włochy \| XDS Astana Team \| 3h 54' 40" \| \| 2. \| Alex Baudin \| Francja \| EF Education-EasyPost \| + 2" \| \| 3. \| William Junior Lecerf \| Belgia \| Soudal Quick-Step \| + 2" \| \| 4. \| Lennert Van Eetvelt \| Belgia \| Lotto \| + 2" \| \| 5. \| Juan Pedro López \| Hiszpania \| Lidl-Trek \| + 2" \| \| 6. \| Remco Evenepoel \| Belgia \| Soudal Quick-Step \| + 56" \| \| 7. \| Harold Tejada \| Kolumbia \| XDS Astana Team \| + 56" \| \| 8. \| Javier Romo \| Hiszpania \| Movistar Team \| + 56" \| \| 9. \| Cristián Rodríguez \| Hiszpania \| Arkéa-B&B Hotels \| + 56" \| \| 10. \| Edward Dunbar \| Irlandia \| Team Jayco AlUla \| + 56" \| |                       |           |                       |            |
| |                       |           |                       |            |
| |                       |           |                       |            |
| Klasyfikacja etapu |                       |           |                       |            |
| Kolarz | Kolarz                | Państwo   | Drużyna               | Czas       |
| 1. | Lorenzo Fortunato     | Włochy    | XDS Astana Team       | 3h 54' 40" |
| 2. | Alex Baudin           | Francja   | EF Education-EasyPost | + 2"       |
| 3. | William Junior Lecerf | Belgia    | Soudal Quick-Step     | + 2"       |
| 4. | Lennert Van Eetvelt   | Belgia    | Lotto                 | + 2"       |
| 5. | Juan Pedro López      | Hiszpania | Lidl-Trek             | + 2"       |
| 6. | Remco Evenepoel       | Belgia    | Soudal Quick-Step     | + 56"      |
| 7. | Harold Tejada         | Kolumbia  | XDS Astana Team       | + 56"      |
| 8. | Javier Romo           | Hiszpania | Movistar Team         | + 56"      |
| 9. | Cristián Rodríguez    | Hiszpania | Arkéa-B&B Hotels      | + 56"      |
| 10. | Edward Dunbar         | Irlandia  | Team Jayco AlUla      | + 56"      |

| \| Klasyfikacja generalna \| Klasyfikacja generalna \| Klasyfikacja generalna \| Klasyfikacja generalna \| Klasyfikacja generalna \| \| Kolarz \| Kolarz \| Państwo \| Drużyna \| Czas \| \| ---------------------- \| ---------------------- \| ---------------------- \| ---------------------- \| ---------------------- \| \| 1. \| Alex Baudin \| Francja \| EF Education-EasyPost \| 8h 41' 53" \| \| 2. \| William Junior Lecerf \| Belgia \| Soudal Quick-Step \| + 5" \| \| 3. \| Lennert Van Eetvelt \| Belgia \| Lotto \| + 6" \| \| 4. \| Lorenzo Fortunato \| Włochy \| XDS Astana Team \| + 17" \| \| 5. \| Juan Pedro López \| Hiszpania \| Lidl-Trek \| + 17" \| \| 6. \| Remco Evenepoel \| Belgia \| Soudal Quick-Step \| + 52" \| \| 7. \| Jay Vine \| Australia \| UAE Team Emirates XRG \| + 53" \| \| 8. \| João Almeida \| Portugalia \| UAE Team Emirates XRG \| + 53" \| \| 9. \| Lenny Martinez \| Francja \| Bahrain Victorious \| + 56" \| \| 10. \| Harold Tejada \| Kolumbia \| XDS Astana Team \| + 56" \| |                       |            |                       |            |
| |                       |            |                       |            |
| |                       |            |                       |            |
| Klasyfikacja generalna |                       |            |                       |            |
| Kolarz | Kolarz                | Państwo    | Drużyna               | Czas       |
| 1. | Alex Baudin           | Francja    | EF Education-EasyPost | 8h 41' 53" |
| 2. | William Junior Lecerf | Belgia     | Soudal Quick-Step     | + 5"       |
| 3. | Lennert Van Eetvelt   | Belgia     | Lotto                 | + 6"       |
| 4. | Lorenzo Fortunato     | Włochy     | XDS Astana Team       | + 17"      |
| 5. | Juan Pedro López      | Hiszpania  | Lidl-Trek             | + 17"      |
| 6. | Remco Evenepoel       | Belgia     | Soudal Quick-Step     | + 52"      |
| 7. | Jay Vine              | Australia  | UAE Team Emirates XRG | + 53"      |
| 8. | João Almeida          | Portugalia | UAE Team Emirates XRG | + 53"      |
| 9. | Lenny Martinez        | Francja    | Bahrain Victorious    | + 56"      |
| 10. | Harold Tejada         | Kolumbia   | XDS Astana Team       | + 56"      |

### Etap 3
| Cossonay - Cossonay | pagórkowaty | (183,1 km) |

| \| Klasyfikacja etapu \| Klasyfikacja etapu \| Klasyfikacja etapu \| Klasyfikacja etapu \| Klasyfikacja etapu \| \| Kolarz \| Kolarz \| Państwo \| Drużyna \| Czas \| \| ------------------ \| ---------------------- \| ------------------ \| -------------------------- \| ------------------ \| \| 1. \| Jay Vine \| Australia \| UAE Team Emirates XRG \| 4h 03' 35" \| \| 2. \| Lenny Martinez \| Francja \| Bahrain Victorious \| + 2" \| \| 3. \| João Almeida \| Portugalia \| UAE Team Emirates XRG \| + 2" \| \| 4. \| Louis Barré \| Francja \| Intermarché-Wanty \| + 2" \| \| 5. \| Alberto Bettiol \| Włochy \| XDS Astana Team \| + 2" \| \| 6. \| Javier Romo \| Hiszpania \| Movistar Team \| + 2" \| \| 7. \| Remco Evenepoel \| Belgia \| Soudal Quick-Step \| + 2" \| \| 8. \| Aurélien Paret-Peintre \| Francja \| Decathlon-AG2R La Mondiale \| + 2" \| \| 9. \| Oscar Onley \| Wielka Brytania \| Team Picnic-PostNL \| + 2" \| \| 10. \| Mathys Rondel \| Francja \| Tudor Pro Cycling Team \| + 2" \| |                        |                 |                            |            |
| |                        |                 |                            |            |
| |                        |                 |                            |            |
| Klasyfikacja etapu |                        |                 |                            |            |
| Kolarz | Kolarz                 | Państwo         | Drużyna                    | Czas       |
| 1. | Jay Vine               | Australia       | UAE Team Emirates XRG      | 4h 03' 35" |
| 2. | Lenny Martinez         | Francja         | Bahrain Victorious         | + 2"       |
| 3. | João Almeida           | Portugalia      | UAE Team Emirates XRG      | + 2"       |
| 4. | Louis Barré            | Francja         | Intermarché-Wanty          | + 2"       |
| 5. | Alberto Bettiol        | Włochy          | XDS Astana Team            | + 2"       |
| 6. | Javier Romo            | Hiszpania       | Movistar Team              | + 2"       |
| 7. | Remco Evenepoel        | Belgia          | Soudal Quick-Step          | + 2"       |
| 8. | Aurélien Paret-Peintre | Francja         | Decathlon-AG2R La Mondiale | + 2"       |
| 9. | Oscar Onley            | Wielka Brytania | Team Picnic-PostNL         | + 2"       |
| 10. | Mathys Rondel          | Francja         | Tudor Pro Cycling Team     | + 2"       |

| \| Klasyfikacja generalna \| Klasyfikacja generalna \| Klasyfikacja generalna \| Klasyfikacja generalna \| Klasyfikacja generalna \| \| Kolarz \| Kolarz \| Państwo \| Drużyna \| Czas \| \| ---------------------- \| ---------------------- \| ---------------------- \| ---------------------- \| ---------------------- \| \| 1. \| Alex Baudin \| Francja \| EF Education-EasyPost \| 12h 45' 30" \| \| 2. \| William Junior Lecerf \| Belgia \| Soudal Quick-Step \| + 5" \| \| 3. \| Lennert Van Eetvelt \| Belgia \| Lotto \| + 6" \| \| 4. \| Lorenzo Fortunato \| Włochy \| XDS Astana Team \| + 17" \| \| 5. \| Juan Pedro López \| Hiszpania \| Lidl-Trek \| + 17" \| \| 6. \| Jay Vine \| Australia \| UAE Team Emirates XRG \| + 41" \| \| 7. \| João Almeida \| Portugalia \| UAE Team Emirates XRG \| + 50" \| \| 8. \| Lenny Martinez \| Francja \| Bahrain Victorious \| + 50" \| \| 9. \| Remco Evenepoel \| Belgia \| Soudal Quick-Step \| + 52" \| \| 10. \| Harold Tejada \| Kolumbia \| XDS Astana Team \| + 56" \| |                       |            |                       |             |
| |                       |            |                       |             |
| |                       |            |                       |             |
| Klasyfikacja generalna |                       |            |                       |             |
| Kolarz | Kolarz                | Państwo    | Drużyna               | Czas        |
| 1. | Alex Baudin           | Francja    | EF Education-EasyPost | 12h 45' 30" |
| 2. | William Junior Lecerf | Belgia     | Soudal Quick-Step     | + 5"        |
| 3. | Lennert Van Eetvelt   | Belgia     | Lotto                 | + 6"        |
| 4. | Lorenzo Fortunato     | Włochy     | XDS Astana Team       | + 17"       |
| 5. | Juan Pedro López      | Hiszpania  | Lidl-Trek             | + 17"       |
| 6. | Jay Vine              | Australia  | UAE Team Emirates XRG | + 41"       |
| 7. | João Almeida          | Portugalia | UAE Team Emirates XRG | + 50"       |
| 8. | Lenny Martinez        | Francja    | Bahrain Victorious    | + 50"       |
| 9. | Remco Evenepoel       | Belgia     | Soudal Quick-Step     | + 52"       |
| 10. | Harold Tejada         | Kolumbia   | XDS Astana Team       | + 56"       |

### Etap 4
| Sion - Thyon | górski | (128 km) |

| \| Klasyfikacja etapu \| Klasyfikacja etapu \| Klasyfikacja etapu \| Klasyfikacja etapu \| Klasyfikacja etapu \| \| Kolarz \| Kolarz \| Państwo \| Drużyna \| Czas \| \| ------------------ \| --------------------- \| ------------------ \| -------------------------- \| ------------------ \| \| 1. \| Lenny Martinez \| Francja \| Bahrain Victorious \| 3h 43' 46" \| \| 2. \| João Almeida \| Portugalia \| UAE Team Emirates XRG \| + 0" \| \| 3. \| Lorenzo Fortunato \| Włochy \| XDS Astana Team \| + 29" \| \| 4. \| Jay Vine \| Australia \| UAE Team Emirates XRG \| + 31" \| \| 5. \| Carlos Rodríguez \| Hiszpania \| Ineos Grenadiers \| + 31" \| \| 6. \| Cristián Rodríguez \| Hiszpania \| Arkéa-B&B Hotels \| + 1' 11" \| \| 7. \| Mathys Rondel \| Francja \| Tudor Pro Cycling Team \| + 1' 13" \| \| 8. \| Jørgen Nordhagen \| Norwegia \| Team Visma \\| Lease a Bike \| + 1' 17" \| \| 9. \| Sergio Higuita \| Kolumbia \| XDS Astana Team \| + 1' 29" \| \| 10. \| William Junior Lecerf \| Belgia \| Soudal Quick-Step \| + 1' 29" \| |                       |            |                            |            |
| |                       |            |                            |            |
| |                       |            |                            |            |
| Klasyfikacja etapu |                       |            |                            |            |
| Kolarz | Kolarz                | Państwo    | Drużyna                    | Czas       |
| 1. | Lenny Martinez        | Francja    | Bahrain Victorious         | 3h 43' 46" |
| 2. | João Almeida          | Portugalia | UAE Team Emirates XRG      | + 0"       |
| 3. | Lorenzo Fortunato     | Włochy     | XDS Astana Team            | + 29"      |
| 4. | Jay Vine              | Australia  | UAE Team Emirates XRG      | + 31"      |
| 5. | Carlos Rodríguez      | Hiszpania  | Ineos Grenadiers           | + 31"      |
| 6. | Cristián Rodríguez    | Hiszpania  | Arkéa-B&B Hotels           | + 1' 11"   |
| 7. | Mathys Rondel         | Francja    | Tudor Pro Cycling Team     | + 1' 13"   |
| 8. | Jørgen Nordhagen      | Norwegia   | Team Visma \| Lease a Bike | + 1' 17"   |
| 9. | Sergio Higuita        | Kolumbia   | XDS Astana Team            | + 1' 29"   |
| 10. | William Junior Lecerf | Belgia     | Soudal Quick-Step          | + 1' 29"   |

| \| Klasyfikacja generalna \| Klasyfikacja generalna \| Klasyfikacja generalna \| Klasyfikacja generalna \| Klasyfikacja generalna \| \| Kolarz \| Kolarz \| Państwo \| Drużyna \| Czas \| \| ---------------------- \| ---------------------- \| ---------------------- \| ---------------------- \| ---------------------- \| \| 1. \| Lenny Martinez \| Francja \| Bahrain Victorious \| 16h 29' 56" \| \| 2. \| Lorenzo Fortunato \| Włochy \| XDS Astana Team \| + 2" \| \| 3. \| João Almeida \| Portugalia \| UAE Team Emirates XRG \| + 3" \| \| 4. \| Jay Vine \| Australia \| UAE Team Emirates XRG \| + 32" \| \| 5. \| William Junior Lecerf \| Belgia \| Soudal Quick-Step \| + 54" \| \| 6. \| Carlos Rodríguez \| Hiszpania \| Ineos Grenadiers \| + 54" \| \| 7. \| Juan Pedro López \| Hiszpania \| Lidl-Trek \| + 1' 06" \| \| 8. \| Mathys Rondel \| Francja \| Tudor Pro Cycling Team \| + 1' 37" \| \| 9. \| Remco Evenepoel \| Belgia \| Soudal Quick-Step \| + 1' 41" \| \| 10. \| Cristián Rodríguez \| Hiszpania \| Arkéa-B&B Hotels \| + 1' 46" \| |                       |            |                        |             |
| |                       |            |                        |             |
| |                       |            |                        |             |
| Klasyfikacja generalna |                       |            |                        |             |
| Kolarz | Kolarz                | Państwo    | Drużyna                | Czas        |
| 1. | Lenny Martinez        | Francja    | Bahrain Victorious     | 16h 29' 56" |
| 2. | Lorenzo Fortunato     | Włochy     | XDS Astana Team        | + 2"        |
| 3. | João Almeida          | Portugalia | UAE Team Emirates XRG  | + 3"        |
| 4. | Jay Vine              | Australia  | UAE Team Emirates XRG  | + 32"       |
| 5. | William Junior Lecerf | Belgia     | Soudal Quick-Step      | + 54"       |
| 6. | Carlos Rodríguez      | Hiszpania  | Ineos Grenadiers       | + 54"       |
| 7. | Juan Pedro López      | Hiszpania  | Lidl-Trek              | + 1' 06"    |
| 8. | Mathys Rondel         | Francja    | Tudor Pro Cycling Team | + 1' 37"    |
| 9. | Remco Evenepoel       | Belgia     | Soudal Quick-Step      | + 1' 41"    |
| 10. | Cristián Rodríguez    | Hiszpania  | Arkéa-B&B Hotels       | + 1' 46"    |

### Etap 5
| Genewa - Genewa | jazda indywidualna na czas | (17,1 km) |

| \| Klasyfikacja etapu \| Klasyfikacja etapu \| Klasyfikacja etapu \| Klasyfikacja etapu \| Klasyfikacja etapu \| \| Kolarz \| Kolarz \| Państwo \| Drużyna \| Czas \| \| ------------------ \| --------------------- \| ------------------ \| ----------------------- \| ------------------ \| \| 1. \| Remco Evenepoel \| Belgia \| Soudal Quick-Step \| 20' 33" \| \| 2. \| João Almeida \| Portugalia \| UAE Team Emirates XRG \| + 12" \| \| 3. \| Alberto Bettiol \| Włochy \| XDS Astana Team \| + 18" \| \| 4. \| Jay Vine \| Australia \| UAE Team Emirates XRG \| + 24" \| \| 5. \| Aleksandr Własow \| brak \| Red Bull-Bora-Hansgrohe \| + 27" \| \| 6. \| Raúl García Pierna \| Hiszpania \| Arkéa-B&B Hotels \| + 32" \| \| 7. \| Thibault Guernalec \| Francja \| Arkéa-B&B Hotels \| + 33" \| \| 8. \| Johan Price-Pejtersen \| Dania \| Alpecin-Deceuninck \| + 38" \| \| 9. \| Rémi Cavagna \| Francja \| Groupama-FDJ \| + 39" \| \| 10. \| Stefan Küng \| Szwajcaria \| Groupama-FDJ \| + 39" \| |                       |            |                         |         |
| |                       |            |                         |         |
| |                       |            |                         |         |
| Klasyfikacja etapu |                       |            |                         |         |
| Kolarz | Kolarz                | Państwo    | Drużyna                 | Czas    |
| 1. | Remco Evenepoel       | Belgia     | Soudal Quick-Step       | 20' 33" |
| 2. | João Almeida          | Portugalia | UAE Team Emirates XRG   | + 12"   |
| 3. | Alberto Bettiol       | Włochy     | XDS Astana Team         | + 18"   |
| 4. | Jay Vine              | Australia  | UAE Team Emirates XRG   | + 24"   |
| 5. | Aleksandr Własow      | brak       | Red Bull-Bora-Hansgrohe | + 27"   |
| 6. | Raúl García Pierna    | Hiszpania  | Arkéa-B&B Hotels        | + 32"   |
| 7. | Thibault Guernalec    | Francja    | Arkéa-B&B Hotels        | + 33"   |
| 8. | Johan Price-Pejtersen | Dania      | Alpecin-Deceuninck      | + 38"   |
| 9. | Rémi Cavagna          | Francja    | Groupama-FDJ            | + 39"   |
| 10. | Stefan Küng           | Szwajcaria | Groupama-FDJ            | + 39"   |

## Klasyfikacje

### Klasyfikacja generalna
| \| Klasyfikacja generalna \| Klasyfikacja generalna \| Klasyfikacja generalna \| Klasyfikacja generalna \| Klasyfikacja generalna \| \| Kolarz \| Kolarz \| Państwo \| Drużyna \| Czas \| \| ---------------------- \| ---------------------- \| ---------------------- \| ---------------------- \| ---------------------- \| \| 1. \| João Almeida \| Portugalia \| UAE Team Emirates XRG \| 16h 49' 04" \| \| 2. \| Lenny Martinez \| Francja \| Bahrain Victorious \| + 26" \| \| 3. \| Jay Vine \| Australia \| UAE Team Emirates XRG \| + 41" \| \| 4. \| Lorenzo Fortunato \| Włochy \| XDS Astana Team \| + 1' 22" \| \| 5. \| Remco Evenepoel \| Belgia \| Soudal Quick-Step \| + 1' 26" \| \| 6. \| Carlos Rodríguez \| Hiszpania \| Ineos Grenadiers \| + 1' 31" \| \| 7. \| Juan Pedro López \| Hiszpania \| Lidl-Trek \| + 2' 05" \| \| 8. \| William Junior Lecerf \| Belgia \| Soudal Quick-Step \| + 2' 16" \| \| 9. \| Mathys Rondel \| Francja \| Tudor Pro Cycling Team \| + 2' 43" \| \| 10. \| Javier Romo \| Hiszpania \| Movistar Team \| + 2' 58" \| |                       |            |                        |             |
| |                       |            |                        |             |
| |                       |            |                        |             |
| Klasyfikacja generalna |                       |            |                        |             |
| Kolarz | Kolarz                | Państwo    | Drużyna                | Czas        |
| 1. | João Almeida          | Portugalia | UAE Team Emirates XRG  | 16h 49' 04" |
| 2. | Lenny Martinez        | Francja    | Bahrain Victorious     | + 26"       |
| 3. | Jay Vine              | Australia  | UAE Team Emirates XRG  | + 41"       |
| 4. | Lorenzo Fortunato     | Włochy     | XDS Astana Team        | + 1' 22"    |
| 5. | Remco Evenepoel       | Belgia     | Soudal Quick-Step      | + 1' 26"    |
| 6. | Carlos Rodríguez      | Hiszpania  | Ineos Grenadiers       | + 1' 31"    |
| 7. | Juan Pedro López      | Hiszpania  | Lidl-Trek              | + 2' 05"    |
| 8. | William Junior Lecerf | Belgia     | Soudal Quick-Step      | + 2' 16"    |
| 9. | Mathys Rondel         | Francja    | Tudor Pro Cycling Team | + 2' 43"    |
| 10. | Javier Romo           | Hiszpania  | Movistar Team          | + 2' 58"    |

| Klasyfikacja punktowa | Klasyfikacja punktowa | Klasyfikacja punktowa | Klasyfikacja punktowa      | Klasyfikacja punktowa |
| Kolarz                | Kolarz                | Państwo               | Drużyna                    | Punkty                |
| --------------------- | --------------------- | --------------------- | -------------------------- | --------------------- |
| 1.                    | Jay Vine              | Australia             | UAE Team Emirates XRG      | 97 pkt                |
| 2.                    | João Almeida          | Portugalia            | UAE Team Emirates XRG      | 81 pkt                |
| 3.                    | Remco Evenepoel       | Belgia                | Soudal Quick-Step          | 73 pkt                |
| 4.                    | Lorenzo Fortunato     | Włochy                | XDS Astana Team            | 72 pkt                |
| 5.                    | Lenny Martinez        | Francja               | Bahrain Victorious         | 68 pkt                |
| 6.                    | Matthew Brennan       | Wielka Brytania       | Team Visma \| Lease a Bike | 58 pkt                |
| 7.                    | Stefan Küng           | Szwajcaria            | Groupama-FDJ               | 52 pkt                |
| 8.                    | Julien Bernard        | Francja               | Lidl-Trek                  | 45 pkt                |
| 9.                    | Alex Baudin           | Francja               | EF Education-EasyPost      | 45 pkt                |
| 10.                   | William Junior Lecerf | Belgia                | Soudal Quick-Step          | 42 pkt                |

| Klasyfikacja punktowa | Klasyfikacja punktowa | Klasyfikacja punktowa | Klasyfikacja punktowa      | Klasyfikacja punktowa |
| Kolarz                | Kolarz                | Państwo               | Drużyna                    | Punkty                |
| --------------------- | --------------------- | --------------------- | -------------------------- | --------------------- |
| 1.                    | Jay Vine              | Australia             | UAE Team Emirates XRG      | 97 pkt                |
| 2.                    | João Almeida          | Portugalia            | UAE Team Emirates XRG      | 81 pkt                |
| 3.                    | Remco Evenepoel       | Belgia                | Soudal Quick-Step          | 73 pkt                |
| 4.                    | Lorenzo Fortunato     | Włochy                | XDS Astana Team            | 72 pkt                |
| 5.                    | Lenny Martinez        | Francja               | Bahrain Victorious         | 68 pkt                |
| 6.                    | Matthew Brennan       | Wielka Brytania       | Team Visma \| Lease a Bike | 58 pkt                |
| 7.                    | Stefan Küng           | Szwajcaria            | Groupama-FDJ               | 52 pkt                |
| 8.                    | Julien Bernard        | Francja               | Lidl-Trek                  | 45 pkt                |
| 9.                    | Alex Baudin           | Francja               | EF Education-EasyPost      | 45 pkt                |
| 10.                   | William Junior Lecerf | Belgia                | Soudal Quick-Step          | 42 pkt                |

| Klasyfikacja górska | Klasyfikacja górska     | Klasyfikacja górska | Klasyfikacja górska     | Klasyfikacja górska |
| Kolarz              | Kolarz                  | Państwo             | Drużyna                 | Punkty              |
| ------------------- | ----------------------- | ------------------- | ----------------------- | ------------------- |
| 1.                  | Ben Zwiehoff            | Niemcy              | Red Bull-Bora-Hansgrohe | 87 pkt              |
| 2.                  | Julien Bernard          | Francja             | Lidl-Trek               | 35 pkt              |
| 3.                  | Stefan Küng             | Szwajcaria          | Groupama-FDJ            | 25 pkt              |
| 4.                  | Hugh Carthy             | Wielka Brytania     | EF Education-EasyPost   | 23 pkt              |
| 5.                  | Gerben Kuypers          | Belgia              | Intermarché-Wanty       | 20 pkt              |
| 6.                  | Louis Barré             | Francja             | Intermarché-Wanty       | 20 pkt              |
| 7.                  | João Almeida            | Portugalia          | UAE Team Emirates XRG   | 19 pkt              |
| 8.                  | Lenny Martinez          | Francja             | Bahrain Victorious      | 10 pkt              |
| 9.                  | Amanuel Ghebreigzabhier | Erytrea             | Lidl-Trek               | 8 pkt               |
| 10.                 | Enzo Paleni             | Francja             | Groupama-FDJ            | 7 pkt               |

| Klasyfikacja górska | Klasyfikacja górska     | Klasyfikacja górska | Klasyfikacja górska     | Klasyfikacja górska |
| Kolarz              | Kolarz                  | Państwo             | Drużyna                 | Punkty              |
| ------------------- | ----------------------- | ------------------- | ----------------------- | ------------------- |
| 1.                  | Ben Zwiehoff            | Niemcy              | Red Bull-Bora-Hansgrohe | 87 pkt              |
| 2.                  | Julien Bernard          | Francja             | Lidl-Trek               | 35 pkt              |
| 3.                  | Stefan Küng             | Szwajcaria          | Groupama-FDJ            | 25 pkt              |
| 4.                  | Hugh Carthy             | Wielka Brytania     | EF Education-EasyPost   | 23 pkt              |
| 5.                  | Gerben Kuypers          | Belgia              | Intermarché-Wanty       | 20 pkt              |
| 6.                  | Louis Barré             | Francja             | Intermarché-Wanty       | 20 pkt              |
| 7.                  | João Almeida            | Portugalia          | UAE Team Emirates XRG   | 19 pkt              |
| 8.                  | Lenny Martinez          | Francja             | Bahrain Victorious      | 10 pkt              |
| 9.                  | Amanuel Ghebreigzabhier | Erytrea             | Lidl-Trek               | 8 pkt               |
| 10.                 | Enzo Paleni             | Francja             | Groupama-FDJ            | 7 pkt               |

| Klasyfikacja młodzieżowa | Klasyfikacja młodzieżowa | Klasyfikacja młodzieżowa | Klasyfikacja młodzieżowa   | Klasyfikacja młodzieżowa |
| Kolarz                   | Kolarz                   | Państwo                  | Drużyna                    | Czas                     |
| ------------------------ | ------------------------ | ------------------------ | -------------------------- | ------------------------ |
| 1.                       | Lenny Martinez           | Francja                  | Bahrain Victorious         | 16h 51' 10"              |
| 2.                       | Remco Evenepoel          | Belgia                   | Soudal Quick-Step          | + 1' 00"                 |
| 3.                       | Carlos Rodríguez         | Hiszpania                | Ineos Grenadiers           | + 1' 05"                 |
| 4.                       | William Junior Lecerf    | Belgia                   | Soudal Quick-Step          | + 1' 50"                 |
| 5.                       | Mathys Rondel            | Francja                  | Tudor Pro Cycling Team     | + 2' 17"                 |
| 6.                       | Johannes Staune-Mittet   | Norwegia                 | Decathlon-AG2R La Mondiale | + 2' 50"                 |
| 7.                       | Jørgen Nordhagen         | Norwegia                 | Team Visma \| Lease a Bike | + 3' 15"                 |
| 8.                       | Lennert Van Eetvelt      | Belgia                   | Lotto                      | + 3' 32"                 |
| 9.                       | Oscar Onley              | Wielka Brytania          | Team Picnic-PostNL         | + 3' 38"                 |
| 10.                      | Pablo Torres             | Hiszpania                | UAE Team Emirates XRG      | + 6' 11"                 |

| Klasyfikacja młodzieżowa | Klasyfikacja młodzieżowa | Klasyfikacja młodzieżowa | Klasyfikacja młodzieżowa   | Klasyfikacja młodzieżowa |
| Kolarz                   | Kolarz                   | Państwo                  | Drużyna                    | Czas                     |
| ------------------------ | ------------------------ | ------------------------ | -------------------------- | ------------------------ |
| 1.                       | Lenny Martinez           | Francja                  | Bahrain Victorious         | 16h 51' 10"              |
| 2.                       | Remco Evenepoel          | Belgia                   | Soudal Quick-Step          | + 1' 00"                 |
| 3.                       | Carlos Rodríguez         | Hiszpania                | Ineos Grenadiers           | + 1' 05"                 |
| 4.                       | William Junior Lecerf    | Belgia                   | Soudal Quick-Step          | + 1' 50"                 |
| 5.                       | Mathys Rondel            | Francja                  | Tudor Pro Cycling Team     | + 2' 17"                 |
| 6.                       | Johannes Staune-Mittet   | Norwegia                 | Decathlon-AG2R La Mondiale | + 2' 50"                 |
| 7.                       | Jørgen Nordhagen         | Norwegia                 | Team Visma \| Lease a Bike | + 3' 15"                 |
| 8.                       | Lennert Van Eetvelt      | Belgia                   | Lotto                      | + 3' 32"                 |
| 9.                       | Oscar Onley              | Wielka Brytania          | Team Picnic-PostNL         | + 3' 38"                 |
| 10.                      | Pablo Torres             | Hiszpania                | UAE Team Emirates XRG      | + 6' 11"                 |

| Klasyfikacja drużynowa | Klasyfikacja drużynowa          | Klasyfikacja drużynowa       | Klasyfikacja drużynowa |
| Drużyna                | Drużyna                         | Państwo                      | Czas                   |
| ---------------------- | ------------------------------- | ---------------------------- | ---------------------- |
| 1.                     | UAE Team Emirates XRG           | Zjednoczone Emiraty Arabskie | 50h 39' 18"            |
| 2.                     | XDS Astana Team                 | Kazachstan                   | + 13"                  |
| 3.                     | Decathlon AG2R La Mondiale Team | Francja                      | + 10' 38"              |
| 4.                     | Lidl-Trek                       | Stany Zjednoczone            | + 13' 54"              |
| 5.                     | Ineos Grenadiers                | Wielka Brytania              | + 14' 52"              |

| Klasyfikacja drużynowa | Klasyfikacja drużynowa          | Klasyfikacja drużynowa       | Klasyfikacja drużynowa |
| Drużyna                | Drużyna                         | Państwo                      | Czas                   |
| ---------------------- | ------------------------------- | ---------------------------- | ---------------------- |
| 1.                     | UAE Team Emirates XRG           | Zjednoczone Emiraty Arabskie | 50h 39' 18"            |
| 2.                     | XDS Astana Team                 | Kazachstan                   | + 13"                  |
| 3.                     | Decathlon AG2R La Mondiale Team | Francja                      | + 10' 38"              |
| 4.                     | Lidl-Trek                       | Stany Zjednoczone            | + 13' 54"              |
| 5.                     | Ineos Grenadiers                | Wielka Brytania              | + 14' 52"              |

### Liderzy klasyfikacji
| Etap   |                            | Pierwsze miejsce _ | Klasyfikacja generalna | Punktowa        | Górska       | Młodzieżowa     | Najaktywniejszych _ | Drużynowa _           | Krajowa          |
| ------ | -------------------------- | ------------------ | ---------------------- | --------------- | ------------ | --------------- | ------------------- | --------------------- | ---------------- |
| Prolog | prolog                     | Samuel Watson      | Samuel Watson          | Samuel Watson   | brak danych  | Samuel Watson   | brak danych         | UAE Team Emirates XRG | Stefan Bissegger |
| 1      | pagórkowaty                | Matthew Brennan    | Matthew Brennan        | Matthew Brennan | Ben Zwiehoff | Matthew Brennan | Samuel Watson       | UAE Team Emirates XRG | Stefan Küng      |
| 2      | pagórkowaty                | Lorenzo Fortunato  | Alex Baudin            | Matthew Brennan | Ben Zwiehoff | Alex Baudin     | Juan Pedro López    | XDS Astana Team       | Stefan Küng      |
| 3      | pagórkowaty                | Jay Vine           | Alex Baudin            | Jay Vine        | Ben Zwiehoff | Alex Baudin     | Juan Pedro López    | XDS Astana Team       | Stefan Küng      |
| 4      | górski                     | Lenny Martinez     | Lenny Martinez         | Jay Vine        | Ben Zwiehoff | Lenny Martinez  | Louis Barré         | XDS Astana Team       | Roland Thalmann  |
| 5      | jazda indywidualna na czas | Remco Evenepoel    | João Almeida           | Jay Vine        | Ben Zwiehoff | Lenny Martinez  | Stefan Küng         | UAE Team Emirates XRG | Roland Thalmann  |
| Koniec | Koniec                     |                    | João Almeida           | Jay Vine        | Ben Zwiehoff | Lenny Martinez  | Stefan Küng         | UAE Team Emirates XRG | Roland Thalmann  |